# Andrés Sánchez Pascual
Andrés Sánchez Pascual (Navalmoral de la Mata, Càceres, 1936) és Doctor en filosofia per la Universitat de Madrid, professor d'ètica a la Universitat de Barcelona i des de 1963 s'ha especialitzat en la traducció de l'alemany al castellà d'obres de pensament i literatura.

## Biografia
Va néixer a Navalmoral de la Mata el 1936. Fill de Calixto Sánchez i Teresa Pascual, té 3 germans, Teresa Sánchez, Ángel Sánchez (premi Adonais de poesia i expresident dels escriptors extremenys) i Jerónimo Sánchez.
Va ser rector de la Universitat Laboral de Càceres. És traductor d'autors alemanys, principalment de filòsofs. Ha traduït per Aliança Editorial una bona part de l'obra de Friedrich Nietzsche (El naixement de la Tragèdia, Així va parlar Zaratustra, Més enllà del bé i del mal, La genealogia de la moral, El crepuscle dels ídols, Ecce homo, L'Anticrist, Consideracions intempestives i David Strauss, El Confessor i l'Escriptor (i fragments pòstums), així com l'estudi d'Eugen Fink sobre el filòsof. A més, ha realitzat per l'Editorial Edhasa una selecció i traducció d'aforismes del filòsof alemany. També ha traduït a Ernst Jünger.
Sánchez Pascual va ser professor a la Universitat de Barcelona (Facultat de filosofia), en la matèria de Teories Ètiques on va ensenyar Nietzsche, Sòcrates i Plató.
El 2007 va deixar una excel·lent impressió entre els seus companys del Goethe Institut de Freiburg (Alemanya), on va ser anomenat "Kommentar", per la seva entranyable i encomiable capacitat de desconcertar a la professora d'alemany amb els seus "comentaris" amb tints filosòfics.

## Premis
- El 1995 el govern espanyol el va guardonar amb el Premi Nacional de Traducció per la seva obra en conjunt.
- Premi de traducció Ángel Crespo el 1999 per El libro del reloj de arena, d'Ernst Jünger.
- Pel govern alemany per la traducció de Radiaciones I d'Ernst Jünger l'any 1990.

## Obra
- Teología actual : diálogo teológico entre protestantes y católicos (1960)
- Unidad europea y cristianismo de Joseph Lortz (1961)
- Muerte y vida : las ultimidades (1962)
- Schopenhauer como educador y otros textos de Friedrich Nietzsche (1995)
- Historia de la Iglesia : desde la perspectiva de la Historia de las Ideas de Joseph Lortz (1962)
- El cristiano y la teología : investigaciones sobre el puesto del pensamiento teológico en el sistema de las ciencias de Nikolaus Monzel (1962)
- Dominio de Dios y libertad del hombre : pequeña suma teológica de Romano Guardini (1963.)
- El poder : una interpretación teológica de Romano Guardini (1963)
- Creer y saber : vías para una solución del problema de Heinrich Fries (1963)
- La mujer en la salvación (1964)
- Peligros en el catolicismo actual de Karl Rahner (1964)
- La piedad (1964)
- Los sentidos y el conocimiento religioso de Romano Guardini (1965)
- Faltan cinco minutos de Susanne Labin (1965)
- Espiritualidad para un tiempo de incertidumbre d'Oliver A. Rabut (1965)
- La fe en nuestro tiempo de Romano Guardini (1965)
- Visión católica de la herencia protestante : estudios para el diálogo ecuménico d'Otto Karrer (1966)
- La filosofía de Nietzsche de Eugen Fink (1966)
- Aspectos de la Iglesia de Heinrich Fries (1966)
- Psicología de la publicidad de Ludwig Holzschuher (1966)
- ¿Quién es un cristiano? de Hanz Urs von Balthasar (1967)
- El rito y el hombre: sacralidad natural y liturgia de Louis Bouyer (1967)
- Kierkegaard vivo de Coloquio sobre Kierkegaard Vivo (1964. París) (1968)
- Relato de mi vida de Thomas Mann (1969)
- Freud de Ludwing Marcuse (1969)
- La inhospitalidad de nuestras ciudades d'Alexander Mitscherlich (1969)
- El problema del tiempo libre: estudio antropológico y pedagógico d'Erich Weber (1969)
- Fundamentos del comportamiento colectivo d'Alexander Mitscherlich; Margarete Mitscherlich (1970)
- El hombre sin alternativa: sobre la imposibilidad e imposibilidad de ser marxista de Leszek Kolakovski (1970)
- Leibniz de Hanz Heinz Holz (1970)
- Teología de la esperanza de Jürgen Moltmann (1971)
- Ecce homo de Friedrich Nietzsche (1971)
- El desafío del prójimo : desafío a la sociedad del bienestar (1971)
- Introducción a la sociología de la religión de Joachim Matthes (1971)
- La genealogía de la moral : un escrito polémico de Friedrich Nietzsche (1971)
- Así habló Zaratustra de Friedrich Nietzsche (1972)
- Más allá del bien y del mal : preludio de una filosofía del futuro de Friedrich Nietzsche (1972)
- Crepúsculo de los ídolos o Cómo se filosofa con el martillo de Friedrich Nietzsche (1973)
- El nacimiento de la Tragedia de Friedrich Nietzsche (1973)
- El anticristo : maldición sobre el cristianismo de Friedrich Nietzsche (1974)
- Schopenhauer, Nietzsche, Freud de Thomas Mann (1984)
- Impromptus de Theodor W. Adorno (1985)
- El juego de ojos : historia de mi vida, 1931-1937 d'Elias Canetti (1985)
- Mahler de Theodor W. Adorno (1987)
- Tempestades de acero d'Ernst Jünger (1987)
- Mi travesía de los Pirineos de Lisa Fittko (1988)
- La emboscadura de Ernst Jünger (1988)
- Consideraciones intempestivas de Friedrich Nietzsche (1988)
- Rheinsberg: un libro ilustrado para enamorados de Kurt Tucholsky (1988)
- Radiaciones I d'Ernst Jünger (1989)
- El séptimo lote de Pierre Gripari (1989)
- El trabajador : dominio y figuras d'Ernst Jünger (1990)
- Sobre los acantilados de mármol d'Ernst Jünger (1990)
- Escritos sobre el lenguaje de Wilhem von Humboldt (1991)
- Diarios secretos de Ludwig Wittgenstein (1991)
- Respuesta a Job de Carl Gustav Jung (1992)
- Cartas a los padres de los años 1922-1924 de Franz Kafka (1992)
- Radiaciones II d'Ernst Jünger (1992)
- La tijera d'Ernst Jünger (1993)
- La venus de las pieles de Leopold von Sacher-Masoch (1993)
- María Antonieta de Stefan Zweig (1993)
- Tipos Psicológicos de Carl Gustav Jung (1994)
- Aforismos de Friedrich Nietzsche (1994)
- Parábolas, aforismos y comparaciones d'Arthur Schopenhauer (1995)